# Johann Philip Bachmann
Johann Philip Bachmann , född 1762 Kreuzberg, Thüringen, Tyskland, död 1837, var en betydande orgelbyggare. Han emigrerade till USA 1793 och arbetade med David Tannenberg.    1793 gifte han sig med Tannenbergs dotter, som begick självmord 1799. 
Bachmanns orgelbyggnadskarriär började när Tannenberg var bekymrad över att han saknade en lärling, han frågade (och fick) tillstånd från de moraviska äldstena om att få en från Herrnhut, en annan moravisk församling. År 1800 inträffade en oenighet mellan mästaren och lärlingen, även om Bachmann installerade Tannenbergs orgel 1802 i Hebron Evangelical Lutheran Church, Madison, Virginia. Det slutade med att Bachmann startade sin egen verksamhet, men Tannenberg levererade piporna till hans första orgel (byggd 1803). 1837 blev Bachmann han piano- och skåpbyggare. 